# Paroisse des Avoyelles
La paroisse des Avoyelles, en anglais : Avoyelles Parish, est l’une des 19 paroisses historiques de la Louisiane, créées le  31 mars 1807, alors que la Louisiane ne constituait pas encore un État américain mais seulement un territoire de l'Union. Les Avoyelles est une des 22 paroisses de la région officielle de l'Acadiane. 

## Histoire
La paroisse des Avoyelles accueillit, après la vente de la Louisiane, en 1803, les Amérindiens des tribus Tunica-Biloxi et Ofogoulas, majoritairement francophones. Créée en 1807, elle est baptisée en référence au nom français du peuple Avoyel (en), une tribu locale.

## Géographie
La paroisse a une superficie de 2 156 km2 de terre émergée et 86 km2 d’eau. Elle est enclavée entre les paroisses de La Salle et de Catahoula au nord, la paroisse de Concordia au nord-est, la paroisse de Feliciana Ouest à l’est, la paroisse de la Pointe Coupée au sud-est, la paroisse de Saint-Landry au sud, la paroisse d'Evangeline au sud-ouest et la paroisse des Rapides à l’ouest.
Quatre autoroutes quadrillent la paroisse : une autoroute fédérale (U.S. Highway) no 71, les autoroutes de Louisiane (Louisiana Highway) no 1 et 29 ainsi qu’une autoroute régionale (Interstate) 49.
La paroisse est divisée en neuf villes et villages : Bunkie, Cottonport, Evergreen, Hessmer, Mansura, Marksville, Moreauville, Plaucheville et Simmesport.

## Paroisses adjacentes
|                       | Paroisse de La Salle Paroisse de Catahoula | Paroisse de Catahoula        |
| Paroisse des Rapides  | la paroisse des Avoyelles                  | Paroisse de Feliciana Ouest  |
| Paroisse d'Evangeline | Paroisse de Saint-Landry                   | Paroisse de la Pointe Coupée |

## Démographie
Lors du recensement de 2010, le comté comptait une population de 42 073 habitants. Elle est estimée, en 2017, à 40 980 habitants.
| Groupe            | Paroisse des Avoyelles | Louisiane | États-Unis |
| ----------------- | ---------------------- | --------- | ---------- |
| Blancs            | 67,0                   | 62,6      | 72,4       |
| Afro-Américains   | 29,5                   | 32,0      | 12,6       |
| Métis             | 1,6                    | 1,6       | 2,9        |
| Amérindiens       | 1,2                    | 0,7       | 0,9        |
| Autres            | 0,4                    | 1,6       | 6,4        |
| Asiatiques        | 0,3                    | 1,6       | 4,8        |
| Total             | 100                    | 100       | 100        |
|                   |                        |           |            |
| Latino-Américains | 1,4                    | 37,6      | 16,7       |

Selon l'American Community Survey, pour la période 2011-2015, 87,78 % de la population âgée de plus de 5 ans déclare parler l'anglais à la maison, 10,43 % le français, 0,79 % l'espagnol et 1,01 % une autre langue.
| Indicateur                             | Paroisse des Avoyelles | États-Unis |
| -------------------------------------- | ---------------------- | ---------- |
| Personnes de moins de 5 ans            | 6,7 %                  | 6,1 %      |
| Personnes de moins de 18 ans           | 23,9 %                 | 22,6 %     |
| Personnes de plus de 65 ans            | 16,4 %                 | 15,6 %     |
| Femmes                                 | 49,6 %                 | 50,8 %     |
| Personnes par foyer                    | 2,50                   | 2,64       |
| Vétérans                               | 8,5 %                  | 8,0 %      |
| Personnes nées étrangères à l'étranger | 0,7 %                  | 13,2 %     |
| Personnes sans assurance maladie       | 12,1 %                 | 10,2 %     |
| Personnes avec un handicap             | 13,7 %                 | 8,6 %      |
| Revenus annuels                        | 20 199 $               | 29 829 $   |
| Personnes sous le seuil de pauvreté    | 24,6 %                 | 12,3 %     |
| Diplômés du lycée                      | 73,9 %                 | 87,0 %     |
| Diplômés de l'université               | 11,3 %                 | 30,3 %     |